# 櫻鱒
櫻鱒（学名：Oncorhynchus masou），又名馬蘇鮭（英語：masu salmon），為鲑形目鲑科麻哈魚屬的一種辐鳍鱼，也是国际上被普遍定义为“鲑鱼”的七种辐鳍鱼之一（虽然在其原产地通常被称作“鳟”）。樱鳟属于洄游性鱼类，主要分布于东亚和东北亚的沿海和淡水水系，并已形成数个陆封型亚种。在日本陸封型的原名亞種稱為山女魚（日语：／ (yamame)）。
樱鳟的拉丁文种小名和英文称呼都来自于日语俗称マス（masu）的音译，因为樱鳟是日本列岛最为常见的一种鳟鱼。英文的直译其实就是“鳟鲑”，属于翻译时因为不了解词汇背景而产生的误称。而日语中其实也确有“鳟鲑”（torauto saamon）的叫法，但指的是人工养殖的“唐纳森型”虹鳟。

## 分布
櫻鱒喜欢温和的气候，生活在北纬65至58度之间，在海里它生活在水深0—200（0—656英尺）之间。主要栖息区是日本海沿岸和鄂霍次克海南部的水系，分布范围北至堪察加半島南端、千島群島和库页岛，向南经过外东北沿岸、朝鲜半岛和日本列岛，最南可以到达臺灣——在那里有一个特有的陆封亚种：台灣鮭魚（又名櫻花鉤吻鮭）。

## 形态
櫻鱒最大可以体长71（28英寸），重9（20磅）。性成熟的櫻鱒背深色，侧部有鲜艳红色、带粉红颜色的条纹，腹部颜色浅。

## 生活周期
与其它太平洋鲑鱼一样，櫻鱒的生活周期分海洋和淡水两个阶段。櫻鱒在河水中生活一至三年，它们一般生活在水潭或者河流的中心，食昆虫的幼虫或者飞的昆虫。
此后在海洋中生活二至3.5年。在海洋中它们以甲壳类动物为食，吃小鱼的情况比较少。櫻鱒在三岁至七岁的时候性成熟，此时它们返回河流产子，它们返回河流的季节比其它鲑鱼要早。

## 经济价值
与其它大多数鲑鱼一样，对于捕鱼业、养鱼业以及作为观赏鱼櫻鱒有很高的经济价值。

## 亚种
根据不同分类，樱鳟可分为4个、5个或6个亞種，包括：
- 梨山鳟（O. m. formosanus (Jordan & Oshima, 1919)）：（僅）分布於台灣大甲溪上游的七家灣溪环山村等海拔1500米以上的溪流。该亚种的模式产地在台湾南投。[3][4]
- 石川櫻鱒（O. m. ishikawae (Jordan & McGregor, 1925)）：在日本也称皐月鱒（satsuki masu），分布於環瀨戶內海沿岸（日本中西部和南部），在一些分类中被看做是山女鱼的一个异态
  - 雨魚（amago），石川樱鳟的一个陆封异态
- 岩目樱鳟（O. m. iwame）：或称“无斑鳟”，日语又称岩女魚（iwame），在雨鱼群体中出现的隐性形态，因此有时被看做是其异态
- 大口櫻鱒（O. m. macrostomus (Günther, 1877)）：又称红斑樱鳟
- 山女魚（O. m. masou (Brevoort, 1856)）：指名亞種，通常专指其淡水生态型，分布於環日本海沿岸（含日本列島、朝鮮半島、西伯利亞東岸、庫頁島與堪察加半島）
- 琵琶鱒（O. m. rhodurus (Jordan & McGregor, 1925)）：僅分布於日本关西滋贺县琵琶湖